# Топлице Свети Мартин
Топлице Свети Мартин (хрв. Toplice Sveti Martin) су насељено место у општини Свети Мартин на Мури, Међимурска жупанија, Хрватска.

## Историја
До територијалне реорганизације у Хрватској били су у саставу старе општине Чаковец. Као самостално насеље Топлице Свети Мартин постоје од пописа 2011. године. Настала је издвајањем дела из насеља Гркавешчак.

## Становништво
У попису становништва из 2011. године, Топлице Свети Мартин су имале 50 становника.

## Галерија
- ресторан "Вучковец"
- постројење на налазиштима плина